# 은평구 을
서울 은평구 을은 대한민국의 국회의원 선거구이다. 서울특별시 은평구 일부 지역을 관할한다. 현 지역구 국회의원은 더불어민주당의 김우영이다.

## 역사
1988년 대한민국 제13대 국회의원 선거를 앞두고 신설되었다. 신설 당시 은평구의 불광동, 갈현동, 구산동, 대조동, 역촌동, 진관동이 '은평구 을'로 명명되고, 나머지 녹번동, 응암동, 신사동, 증산동, 수색동은 '은평구 갑'으로 명명되었다. 
이후 갈현동이 갈현 1,2동으로 분동되었으며 진관내동과 진관외동이 진관동으로 통합되는 행정구역 변화가 있었다.
2016년 대한민국 제20대 국회의원 선거를 앞두고 역촌동을 은평구 갑 선거구로 편입시켰다.

## 관할 구역
| 대수      | 관할 구역 |
| --------- | --- |
| 13대      | 은평구 불광제1동, 불광제2동, 불광제3동, 갈현동, 구산동, 대조동, 역촌제1동, 역촌제2동, 진관내동, 진관외동               |
| 14대~17대 | 은평구 불광제1동, 불광제2동, 불광제3동, 갈현제1동, 갈현제2동, 구산동, 대조동, 역촌제1동, 역촌제2동, 진관내동, 진관외동 |
| 18대      | 은평구 불광제1동, 불광제2동, 불광제3동, 갈현제1동, 갈현제2동, 구산동, 대조동, 역촌제1동, 역촌제2동, 진관동             |
| 19대      | 은평구 불광제1동, 불광제2동, 갈현제1동, 갈현제2동, 구산동, 대조동, 역촌동, 진관동                                      |
| 20대~현재 | 은평구 불광제1동, 불광제2동, 갈현제1동, 갈현제2동, 구산동, 대조동, 진관동                                              |

## 역대 국회의원
| 선거   | 정당 | 정당         | 의원   |
| ------ | ---- | ------------ | ------ |
| 1988년 |      | 통일민주당   | 김재광 |
| 1992년 |      | 민주당       | 이원형 |
| 1996년 |      | 신한국당     | 이재오 |
| 2000년 |      | 한나라당     | 이재오 |
| 2004년 |      | 한나라당     | 이재오 |
| 2008년 |      | 창조한국당   | 문국현 |
| 2010년 |      | 한나라당     | 이재오 |
| 2012년 |      | 새누리당     | 이재오 |
| 2016년 |      | 더불어민주당 | 강병원 |
| 2020년 |      | 더불어민주당 | 강병원 |
| 2024년 |      | 더불어민주당 | 김우영 |

## 역대 선거 결과

### 대한민국 제13대 국회의원 선거
|  | 26.13% |

|  | 25.80% |

|  | 25.61% |

|  | 13.10% |

|  | 9.33% |

### 대한민국 제14대 국회의원 선거
|  | 32.74% |

|  | 29.33% |

|  | 18.06% |

|  | 17.42% |

|  | 2.42% |

### 대한민국 제15대 국회의원 선거
|  | 43.63% |

|  | 35.46% |

|  | 10.13% |

|  | 8.86% |

|  | 1.90% |

### 대한민국 제16대 국회의원 선거
|  | 51.00% |

|  | 41.82% |

|  | 3.56% |

|  | 2.57% |

|  | 1.02% |

### 대한민국 제17대 국회의원 선거
|  | 45.25% |

|  | 43.08% |

|  | 5.16% |

|  | 4.22% |

|  | 0.88% |

|  | 0.65% |

|  | 0.53% |

|  | 0.19% |

### 대한민국 제18대 국회의원 선거
|  | 52.02% |

|  | 40.81% |

|  | 5.77% |

|  | 0.93% |

|  | 0.45% |

### 2010년 대한민국 재보궐선거
|  | 58.33% |

|  | 39.90% |

|  | 1.08% |

|  | 0.55% |

|  | 0.11% |

### 대한민국 제19대 국회의원 선거
|  | 49.51% |

|  | 48.37% |

|  | 2.10% |

### 대한민국 제20대 국회의원 선거
|  | 36.74% |

|  | 29.52% |

|  | 27.46% |

|  | 4.53% |

|  | 1.15% |

|  | 0.57% |

### 대한민국 제21대 국회의원 선거
|  | 57.41% |

|  | 36.23% |

|  | 4.45% |

|  | 1.89% |

### 대한민국 제22대 국회의원 선거
|  | 56.95% |

|  | 39.60% |

|  | 3.43% |

## 같이 보기
- 대한민국의 국회의원 선거구 목록